# Felipe Lafita Babío
Felipe Lafita Babío (Portugalete, 21 de octubre de 1902-Barcelona, 27 de junio de 1987) fue un ingeniero aeronáutico español.

## Biografía
Estudió ingeniería naval, ingeniería aeronáutica e ingeniería industrial en Ferrol, Madrid y Barcelona. Doctor en ingeniería naval (1925) y en ingeniería aeronáutica (1932). Desde 1939 fue catedrático de teoría de la elasticidad y resistencia de materiales en la Escuela Técnica Superior de Ingenieros Navales y de aerodinámica aplicada en la de Ingenieros Aeronáuticos.
En 1942 fundó el Instituto Nacional de Técnica Aeroespacial "Esteban Terradas", que dirigió hasta 1962. Construyó la base aérea de Torrejón de Ardoz y fue director técnico de Fuerzas Eléctricas de Cataluña (1952). Fue presidente de Minas de Utrilla y UTSA, vocal de Carbones de Berga, vocal de la Empresa Nacional de Aluminio y vocal del CSIC. 
Fue coronel de ingenieros aeronáuticos y teniente coronel honorario de Ingenieros de la Armada. Desde 1958 fue académico de la Real Academia de Ciencias y Artes de Barcelona y desde 1961 académico de la Real Academia de Ciencias Exactas, Físicas y Naturales. Ingresó en 1963 con el discurso Problemas de vibraciones mecánicas en Ingeniería.
Además, fue futbolista del Racing Club de Ferrol entre 1921 y 1925. 

## Obras
- Introducción al Estudio de Vibraciones Mecánicas
- Vibraciones Mecánicas en Ingeniería
- Problemas de Torsión
- Técnica del Hidroavión
- Teoría de la Elasticidad
- Fundamentos de la Resistencia de Materiales
- Aerodinámica Aplicada